# Centers for Disease Control and Prevention
I Centers for Disease Control and Prevention (CDC) (in italiano: Centri per la prevenzione e il controllo delle malattie) sono un importante organismo di controllo sulla sanità pubblica degli Stati Uniti d'America. Il CDC è un'agenzia federale degli Stati Uniti parte del Dipartimento della salute e dei servizi umani ed ha la sede principale ad Atlanta, Georgia.
Il suo obiettivo principale è proteggere la salute e la sicurezza pubblica attraverso il controllo e la prevenzione di malattie, infortuni e disabilità negli Stati Uniti e nel mondo. Il CDC si concentra principalmente su malattie infettive, intossicazioni alimentari, benessere ambientale, salute e sicurezza sul lavoro, promozione della salute, prevenzione degli infortuni e su attività educative aventi lo scopo di migliorare il benessere dei cittadini statunitensi. Il CDC insieme alla FDA (Food and Drug Administration) monitorano la sicurezza dei vaccini attraverso: il Clinical Immunization Safety Assessment (CISA) Network , il Vaccine Safety Datalink ed il VAERS (Vaccine Adverse Event Reporting System).
Il CDC conduce anche ricerche e fornisce informazioni su malattie non infettive come l'obesità e il diabete, ed è un membro fondatore dell'International Association of National Public Health Institutes (IANPHI).

## Storia
L'organizzazione civile nasce nel 1946 come estensione di una precedente organizzazione a carattere militare (MCWA, Malaria Control in War Areas). Fra il 1946 e il 1967 la sigla CDC indicava il Communicable Disease Center (centro per le malattie trasmissibili). Va tenuto presente che lo scopo di questo organismo, soprattutto nel dopoguerra, è stato strettamente correlato alla necessità, politicamente sentita, di verificare i possibili focolai di epidemie correlabili ad un attacco di guerra biologica.
Fra i primi organizzatori di questa struttura vi fu Alexander Langmuir, professore presso la Università Johns Hopkins; egli diede vita, nel 1951 agli EIS (Epidemic Intelligence Service, il Servizio segreto epidemiologico), formando dei funzionari che, sotto il controllo del CDC, venivano assegnati per due anni a ospedali o dipartimenti sanitari americani. L'EIS era una sorta di CIA della medicina. Col passare degli anni sono numerosissimi i personaggi (2000 persone certe fino al 1993 quando la lista degli appartenenti non è stata più di dominio pubblico) che, avendo attraversato questa esperienza, sono andati ad occupare importanti posizioni lavorative, nell'ambito sanitario e non, negli Stati Uniti e nel mondo.
L'attuale direttore del CDC è Rochelle Walensky.